# Korg DSS-1
Pour les articles homonymes, voir DSS.

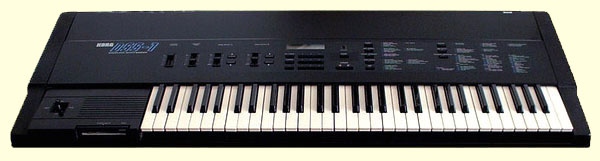
Le DSS-1 de Korg

Le Korg DSS-1 Digital Sampling Synthesizer est un synthétiseur-échantillonneur hybride à 8 voies de polyphonie sorti en 1986. Il est arrivé sur le marché à l'époque où plusieurs fabricants de synthétiseurs ont commencé à se lancer dans le sampling, proposant à un tarif d'environ 2 600 $ des possibilités se rapprochant des domaines sonores jusque-là explorés par Fairlight, Ensoniq et E-mu.
Le DSS-1 est un synthétiseur basé sur une architecture classique avec, pour chaque voie de polyphonie, deux oscillateurs, un filtre (VCF, 12/24 dB/octave résonnant), un amplificateur (VCA) ainsi que deux enveloppes (une pour le filtre, l'autre pour l'amplificateur). Il dispose également d'un générateur de bruit blanc (noise) et de deux LFO (nommé MG alias modulation generator) à forme d'onde simple permettant de moduler globalement respectivement la fréquence des oscillateurs et celle des filtres. Les deux oscillateurs sont synchronisables et un mode auto-bend autorise un balayage de fréquence en début de note donnant un résultat similaire au portamento. Enfin, pour enrichir le son en sortie, le DSS-1 possède un double délai numérique stéréo programmable avec des fonctions de modulation drastiques, une première sur un synthétiseur à l'époque, permettant de produire des effets d'écho, de chorus, de phase, de flanger ou de pseudo-réverbération. Son clavier dynamique répond à la vélocité et la pression et, à travers la section de synthèse évoluée, permet un contrôle en profondeur du son lors de l'exécution.
Contrairement à la section VCF/VCA qui est analogique, la section des oscillateurs est entièrement numérique et quantifie le signal sonore sur 12 bits. Trois possibilités de création de forme d'onde sont au choix : le dessin (draw waveform) à l'aide d'un curseur que l'on déplace à la main, la synthèse harmonique (synthèse additive sur 128 harmoniques) et l'échantillonnage (sample). Les deux premiers modes ont la particularité de boucler le signal sur un seul cycle et permettent, entre autres, de générer facilement les formes d'onde classiques (dent de scie, triangle, carré, impulsion, etc.) que l'on retrouve habituellement sur les synthétiseurs.
En mode sample, le DSS-1 peut échantillonner à quatre fréquences fixes différentes (16 kHz, 24 kHz, 32 kHz ou 48 kHz). En relecture, la fréquence est variable en continu, en fonction de la note jouée et des modulations, et monte jusqu'à 64 kHz. La mémoire interne est de 384 ko (non extensible) et autorise un échantillonnage d'une durée maximum de 16 secondes à 16 kHz et seulement 5,5 secondes à la fréquence la plus élevée. Sa capacité de mémoire était limitée, même pour l'époque, car des modèles concurrents affichaient déjà une mémoire allant de 512 ko à 1 Mo sur certains modèles. Le DSS-1 dispose ensuite de multiples fonctions d'édition, de découpage et de bouclage des échantillons avant de les convertir en formes d'onde exploitables afin d'être utilisable dans un programme en tant que source par les oscillateurs, à l'instar des ondes monocycles.
Le DSS-1 stocke les données des formes d'onde, des programmes, etc, sur disquette, sa mémoire interne étant volatile à la mise hors tension. Une carte d'extension tierce fut fabriquée durant une courte période. Très performante, elle portait la mémoire à 3 Mo et incluait une interface SCSI permettant de stocker les sons sur des supports externes tels que le lecteur de cartouches Syquest.
Une version rack déclinée du DSS-1 et utilisant les mêmes puces électroniques est sortie un an plus tard : le DSM-1, Digital Sampling module. Le DSM-1 présente toutefois des caractéristiques quelque peu différentes : il voit la partie synthèse simplifiée (pas de générateur de bruit, un seul oscillateur par voie, pas de résonance sur le filtre qui reste par défaut à 24 dB/octave, pas de module de délai en sortie) mais gagne en contrepartie en polyphonie (16 voies au lieu de 8), en multitimbralité et en mémoire (celle-ci monte à 1 Mo), augmentant ainsi la capacité d'échantillonnage et favorisant l'utilisation d'échantillons. Équipé de seize sorties séparées, le DSM-1 se démarque donc du DSS-1 et se rapproche sur le papier des échantillonneurs proposés par les autres constructeurs.
Parmi les musiciens l'ayant utilisé figurent Depeche Mode, Vangelis, Jean-Michel Jarre et Joe Zawinul.